# Steamboat Springs
Steamboat Springs – miasto w Stanach Zjednoczonych, w stanie Kolorado, w hrabstwie Routt. Według spisu ludności z roku 2010, w Steamboat Springs mieszka 12 088 mieszkańców. Trzynaście lat później (2023) zaludnienie wzrosło do 13 508 osób.
W mieście znajduje się kompleks skoczni narciarskich Howelsen Hill. W przeszłości kilkakrotnie organizowano tu Puchar Świata w narciarstwie dowolnym i w kombinacji norweskiej. Miasto położone jest na terenie górzystym (Góry Skaliste). Otaczają je szczyty średniej wysokości ok. 2000 m n.p.m.
Z Steamboat Springs pochodzi Arielle Gold, amerykańska snowboardzistka.

## Miasta partnerskie
- Saas-Fee, Szwajcaria
- San Martín de los Andes, Argentyna